# Pityobius
Pityobius is een geslacht van kevers uit de familie  
kniptorren (Elateridae).
Het geslacht is voor het eerst wetenschappelijk beschreven in 1853 door LeConte.

## Soorten
Het geslacht omvat de volgende soorten:
- Pityobius anguinus LeConte, 1853
- Pityobius murrayi LeConte, 1861